# Ozarba pseudopunctigera
Ozarba pseudopunctigera är en fjärilsart som beskrevs av Emilio Berio 1940. Ozarba pseudopunctigera ingår i släktet Ozarba och familjen nattflyn. Inga underarter finns listade i Catalogue of Life.